# Mona Lisa Descending a Staircase

Mona Lisa Descending a Staircase est un court-métrage d'animation produit et réalisé par Joan C. Gratz et sorti en 1992.
Il a remporté l'Oscar du meilleur court métrage d'animation en 1993.

## Synopsis
Le film présente des tableaux célèbres, se transformant progressivement par la technique du morphing.

## Fiche technique
- Réalisation : Joan C. Gratz
- Musique : Jamie Haggerty
- Durée : 7 minutes

## Distribution
- Jean G. Poulot

## Nominations et récompenses
- 1993 : Oscar du meilleur court métrage d'animation
- 1992 : meilleur court-métrage au Festival international de Chicago
- 1993 : meilleur court-métrage d'animation au Festival international de Melbourne